# Karl-Pollender-Stadtmuseum

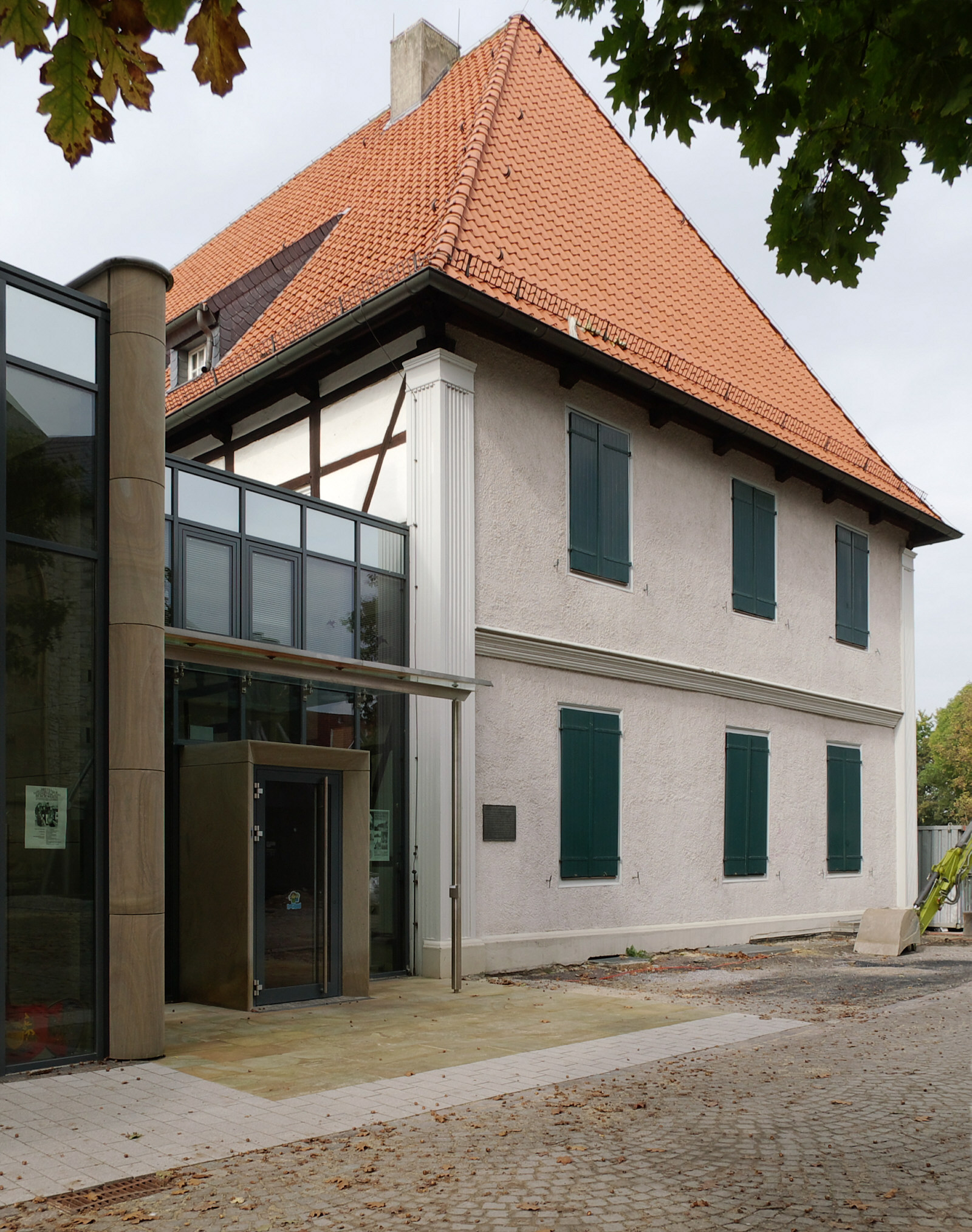
Altes Amtshaus

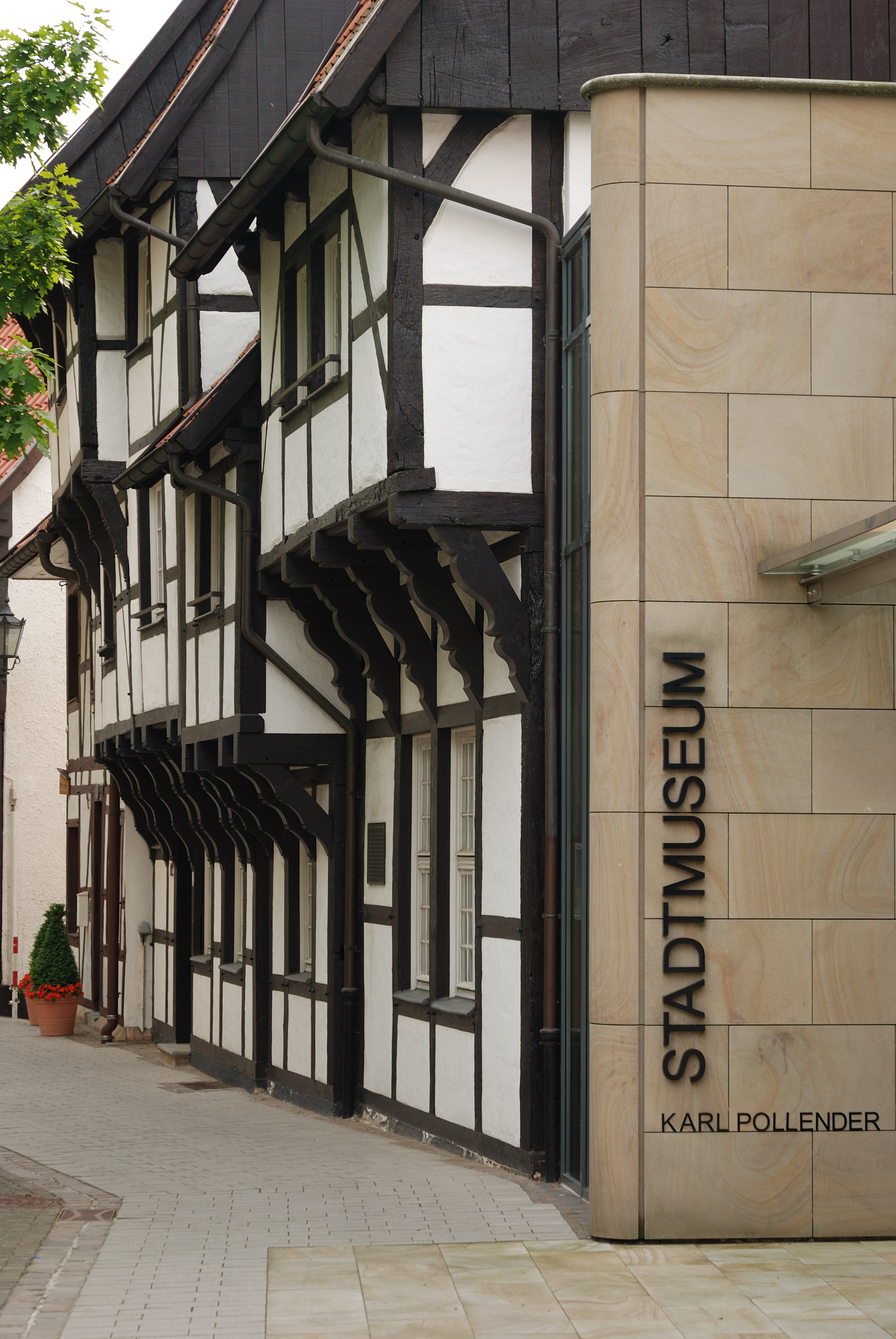
Wärmehäuschen

Das Karl-Pollender-Stadtmuseum in Werne ist zusammen mit dem Archiv der Stadt im Alten Amtshaus von 1691 untergebracht. Neben Frühgeschichte und Stadthistorie wird die Sim-Jü und eine seidene Kasel aus dem 13./14. Jahrhundert besonders präsentiert.

## Gebäude
1690 oder 1691 baute der bischöfliche Amtsrentmeister von Bruchhausen das ursprüngliche Gebäude zu seinem Wohnsitz und Amtshaus aus. 1800 wurde das Fachwerk größtenteils verputzt, der Bau im Stil des Klassizismus überarbeitet. Im 19. Jahrhundert wurde es von einem Privatmann erworben und „Homann´sches Haus“ genannt. 1962 richtete der Realschullehrer und Heimatvereinsvorsitzende Karl Pollender im Erdgeschoss ein erstes, kleines Museum ein, 1968 kam die „Westfälische Stube“ hinzu. 1977–80 wurde das Gebäude vollständig renoviert und von da an als Stadtmuseum und historisches Archiv genutzt. 2003 kamen der Anbau mit neu gestaltetem Eingangsbereich und der Museumsgarten hinzu. 
Die kleinen Fachwerkhäuser aus dem 14. Jahrhundert rund um den Kirchplatz wurden von den Bauern der Umgebung als Spieker für den benachbarten Markt und als Wärmehäuschen vor und nach dem Kirchgang genutzt. 1586 wurden die meisten beim damaligen Stadtbrand zerstört, das Fachwerkhaus Nr. 15 mit geschnitzten Blattmasken (von 1562) und das Fachwerkhaus Nr. 21 zwischen Kirchhof und Roggenmarkt (erbaut 1447) blieben erhalten. Letzteres gilt heute als eines der ältesten Kleinfachwerkhäuser Westfalens. Die Wärmehäuschen wurden 2003 dem Museum angegliedert.

## Museum
Auf vier Etagen und fast 1.000 m² Fläche zeigt das Museum die Stadtgeschichte auf. Im Keller ist eine kindgerecht aufbereitete Dauerausstellung zur Vor- und Frühgeschichte untergebracht. Im Erdgeschoss wird das mittelalterliche Werne, im ersten Obergeschoss die weitere Entwicklung bis zur Neuzeit präsentiert. Themen sind unter anderem die Landwirtschaft, ein Webstuhl und ein Zimmer aus der Kaiserzeit. Im zweiten Obergeschoss sind Vortrags- und Medienräume, in denen Sonderausstellungen, Vorträge und museumspädagogische Aktivitäten stattfinden. 
Eine Vitrine im Museum ist der westfälischen Schriftstellerin und einzigen Ehrenbürgerin der Stadt, Antonie Jüngst gewidmet.
Die Kirchenkanzel mit vier Tafelgemälden von 1890 aus der Christophoruskirche ist im Eingangsbereich aufgestellt. Von hier gelangt man auch zum Garten und zu den Wärmehäuschen.
In der Westfälischen Stube befindet sich die Sonderausstellung zum Simon-Juda-Markt, kurz Sim-Jü genannt. Das bereits 1362 gewährte Marktrecht war für Werne ein wichtiger Schritt in Richtung Stadtrechte. 
Im eigens dafür errichteten Anbau wird die seidene Kasel, ein Priestergewand aus dem 13. bis 14. Jahrhundert ausgestellt. Sie wurde 1995 von Archäologen des Landschaftsverbandes in einem Grab beim Altar der Christophorus-Kirche gefunden. Nach einer längeren Restaurierung ist sie inzwischen soweit wiederhergestellt, dass ihre Motive (Palmetten, Pinienzapfen, Löwen- und Greifvögel) gut erkennbar sind.
Leiterin des Stadtmuseums ist seit Mai 2016 Constanze Döhrer als Nachfolgerin von Heidelore Fertig-Möller.